# Pi de la Popa
Pi de la Popa (π Puppis) és el segon estel més brillant a la constel·lació de la Popa després de Naos (ζ Puppis), amb una magnitud aparent de +2,71. Ocasionalment també és coneguda amb el nom d'Ahadi. És un estel binari situat a uns 1.100 anys llum de distància del sistema solar.
Pi de la Popa A és un estel supergegant taronja de tipus espectral K3Ib. La seva lluminositat és equivalent a 19200 sols i el seu radi és 290 vegades el radi solar, és a dir, 1,35 ua. La seva massa és unes 13 ó 14 vegades major que la massa solar, per la qual cosa acabarà els seus dies explotant com a supernova.
A poc més d'un minut d'arc és visible una companya, Pi de la Popa B. És un estel de tipus espectral B9.5, amb una massa de 2,5 masses solars. La separació mínima amb l'estel principal és de 20.000 ua, emprant uns 700.000 anys a completar l'òrbita.
Ambdós estels formen part del cúmul obert Collinder 135. Els estels més brillants del cúmul, excepte Pi de la Popa A, són nanes blaves de tipus B2. Pi de la Popa A és l'estel més massiu del grup i com tal ha evolucionat abans i és la primera que s'ha transformat en supergegant.